# 米拉瓦尔三姐妹
米拉瓦尔三姐妹（西班牙語：Hermanas Mirabal），是多米尼加共和国政治活动家米拉瓦尔姐妹三人的统称。姐妹三人因反对拉斐尔·特鲁希略的独裁统治，于1960年11月25日被拉斐尔·特鲁希略派人暗杀。特鲁希略的暗杀让姐妹三人成为了“女权主义和大众反抗强权”的象征，并出来众多关于三姐妹的小说，电影等流行文化产品。为纪念三人1999年10月19日联合国将11月25日指定为消除对妇女的暴力行为国际日。多明尼加共和国北部的萨尔塞多省也为了纪念三姐妹改名为米拉瓦尔姐妹省。

## 姊妹概述
帕特里亞·梅賽德斯·米拉瓦爾·雷耶斯（1924年2月27日-1960年11月25日），通稱帕特里亞，是四姊妹中的長女。她在17歲時嫁給一位農民佩德羅·岡薩雷斯，兩人有三個孩子，岡薩雷斯後來也支持她反對獨裁統治的行動。
貝爾吉卡·阿黛拉·米拉瓦爾·雷耶斯（1925年3月1日-2014年2月1日），通稱黛德，是四姊妹中的次女。與她的姊妹們不同，她沒有參與姊妹們的政治運動。在她的姊妹被謀殺後，黛德將她們的孩子扶養長大。之後她創辦紀念基金會和博物館，以講述她姊妹們的故事。
瑪麗亞·愛根廷娜·米涅瓦·米拉瓦爾·雷耶斯（1926年3月12日-1960年11月25日），通稱米涅瓦，是四姊妹中的三女。她是多明尼加第一位法學院女性畢業生，但她曾在一次聚會中拒絕了特魯希略的追求，在特魯希略施壓下她的文憑被取消、律師執照申請也被拒絕。米涅瓦是姊妹中最早展開政治行動，也是最直言不諱和激進的。
安東尼亞·瑪麗亞·特蕾莎·米拉瓦爾·雷耶斯（1935年10月15日-1960年11月25日），通稱瑪麗亞·特蕾莎，是四姊妹中的么女。她非常欽佩她的姊姊米涅瓦，並對米涅瓦的政治觀點充滿熱情。